# Albert Loibl
Albert Josef Loibl (* 20. November 1937 in Oberau) ist ein ehemaliger deutscher Eishockeyspieler.

## Karriere
Albert Loibl spielte ab 1956 erst für den SC Riessersee, mit dem er 1961 Deutscher Meister wurde. 1963 wechselte er zum EC Bad Tölz, mit dem er 1966 ebenfalls Deutscher Meister wurde. Danach spielte er von 1966 bis 1972 für den Augsburger EV, bevor er noch für den EV Mittenwald in der Saison 1971/72 spielte. Danach beendete er seine Spielerkarriere.

### International
Für die deutsche Eishockeynationalmannschaft spielte er mehrfach – aber nie an den Weltmeisterschaften. Nur bei den Olympischen Winterspielen 1964 war er Teil der Mannschaft.